# Ogasawara hōgen
L'Ogasawara hōgen (小笠原方言?, Ogasawara hōgen, letteralmente "dialetto di Ogasawara"), noto anche come Ogasawara-go (小笠原語?, Ogasawara-go, letteralmente "lingua di Ogasawara"), è una lingua creola basata sull'inglese parlata nelle isole Ogasawara; con forti influenze dalla lingua giapponese, l'Ogasawara hōgen è stato definito una lingua ibrida di inglese e giapponese.